# Edith Surreal
Edith Surreal (nacida en Filadelfia, Pensilvania) es el nombre artístico de una luchadora de lucha libre profesional estadounidense conocida hasta 2021 como Still Life with Apricots and Pears. Es quizás más conocida por su paso por Chikara. Actualmente trabaja para varias promociones independientes de lucha libre profesional como Game Changer Wrestling, Beyond Wrestling y Camp Leapfrog.

## Carrera profesional
Surreal comenzó a entrenar para la lucha libre profesional en 2017 con Chikara en su ciudad natal de Filadelfia (Pensilvania). Allí, fue entrenada por Drew Gulak, Ophidian, Hallowicked, Orange Cassidy, Chuck Taylor y Cheeseburger. Hizo su debut en la lucha libre profesional como Still Life with Apricots and Pears en Hour Of Power 13 el 24 de febrero de 2018, donde hizo equipo con Ursa Minor In The Night Sky como The Nouveau Aesthetic para derrotar a Nytenhawk y Razerhawk.
Surreal fue la decimoquinta poseedora de la Copa Young Lions de Chikara después de derrotar a Boomer Hatfield en el evento Young Lions Cup XV - 2nd Stage el 16 de marzo de 2019. Trabajó su último combate para Chikara en el show National Pro Wrestling Day el 8 de febrero de 2020, en un esfuerzo perdedor contra Ophidian antes de la disolución de la promoción más tarde ese año.
Después de cambiar su nombre a Edith Surreal, comenzó a trabajar con promociones como Beyond Wrestling, Game Changer Wrestling, Enjoy Wrestling y Camp Leapfrog. Pro Wrestling Illustrated la clasificó en el puesto nº 192 entre los 500 mejores luchadores individuales de 2021.

## Vida personal
Surreal salió del armario como transgénero en 2020 y ha declarado que se ha enfrentado a la exclusión debido a ello. Anteriormente se identificaba como no binaria y utiliza los pronombres ella/ella.

## Campeonatos y logros
- Camp Leapfrog
  - Christmas Trios (2020) — con Weber Hatfield y Shea McCoy
- Chikara
  - Chikara Young Lions Cup (1 vez)[14]
- Enjoy Wrestling
  - Enjoy Championship (1 vez)[15]
- Independent Wrestling TV
  - Cassandro Cup (2021)
- Invictus Pro Wrestling
  - Invictus Women's Championship (1 vez)[16]
- Lucha Libre and Laughs
  - LLL Women's Championship (1 vez)[17]
- Pro Wrestling Illustrated
  - Posicionada en el nº 192 del top 500 de luchadores individuales en el PWI Female 500 en 2021[10]
  - Posicionada en el nº 140 del top 150 de luchadoras femeninas en el PWI Female 500 en 2021[18]
- Uncanny Attractions: Drags And Dropkicks
  - Unchampionship (1 vez)[19]